# Wille Gernandt
Arvid Wilhelm (Wille) Theodor Gernandt, född 7 april 1863 i Stockholm, död 26 juni 1920 i Stockholm, var en svensk konstnär och författare.
Han var son till dekorationsmålaren Arvid Theodor Lundquist och Ulrika Wilhelmina Edvardina Gernandt och från 1914 gift med Olivia Kristina Malmberg. Gernandt studerade vid Konstakademien i Stockholm 1884-1891. Hans konst består av målade genrebilder, porträtt och landskapsmålningar från Stockholm och dess omgivningar. Hans interiörer ur Stockholmslivet har både ett socialhistoriskt och konstnärligt värde som visar motiv från huvudstadens kåkkvarter. Han medverkade med teckningar i Claës Lundins bok Nya Stockholm 1887 samt illustrationerna till Boken om Stockholm 1901. Från 1889 medarbetade han i tidskrifterna Svea, Kasper och Söndags-Nisse. För restaurang Berzelius i Stockholm utförde han en monumental väggmålning. På grund av en sjukdom tvingades han att överge konsten för att i stället ägna sig åt författarskap. Han skrev romaner, noveller med motiv ur Stockholmslivet. Han medverkade i Stockholms-Tidningen 1912 där han skrev en serie skildringar ur gångna tiders artist- och bohemliv i huvudstaden. Gernandt är representerad med en teckning vid Nationalmuseum.